# 哈里肯里奇 (密蘇里州)
哈里肯里奇（英語：Hurricane Ridge）是位於美國密蘇里州新馬德里縣的非建制地區。

## 地理
哈里肯里奇所處的海拔為高於海平面86米（即282英呎），而該地所採用的時區為UTC-6，即北美中部時區（CST）。同時該地設有夏令時間，為UTC-6調快一小時，即UTC-5（CDT）。